# Alslev Sogn (Faxe Kommune)
 For alternative betydninger, se Alslev Sogn. (Se også artikler, som begynder med Alslev Sogn)
Alslev Sogn er et sogn i Tryggevælde Provsti (Roskilde Stift).
I 1800-tallet var Alslev Sogn anneks til Karise Sogn. Begge sogne hørte til Fakse Herred i Præstø Amt. Karise-Alslev sognekommune blev senere delt, så hvert af sognene dannede sin egen sognekommune. Ved kommunalreformen i 1970 blev både Karise og Alslev indlemmet i Fakse Kommune.
I Alslev Sogn ligger Alslev Kirke.
I sognet findes følgende autoriserede stednavne:
- Alslev (bebyggelse, ejerlav)
- Alslevgård (ejerlav, landbrugsejendom)
- Bonderød (bebyggelse, ejerlav)
- Gannebro (bebyggelse)
- Ganneskov (areal, bebyggelse)
- Holtegård (ejerlav, landbrugsejendom)
- Tågerup (bebyggelse, ejerlav)